# 横須賀中央駅

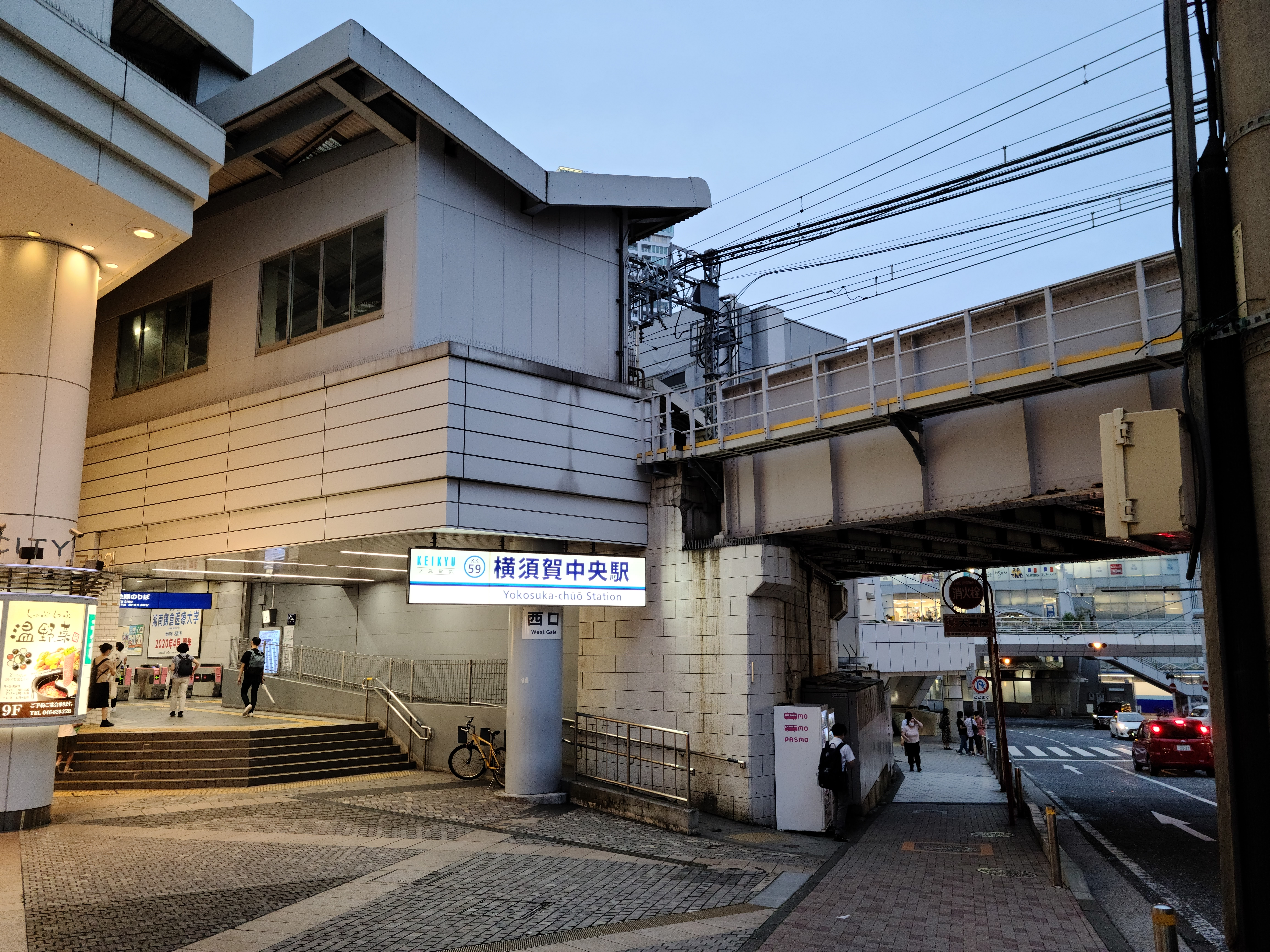
西口（2020年7月）

横須賀中央駅（よこすかちゅうおうえき）は、神奈川県横須賀市若松町二丁目にある、京浜急行電鉄（京急）本線の駅。駅番号はKK59。
横須賀市の中心駅であり、当駅周辺は中核市である横須賀市の中心市街地が広がっている。

## 歴史
- 1930年（昭和5年）4月1日 - 湘南電気鉄道の駅として開業[1]。
- 1941年（昭和16年）11月1日 - 湘南電気鉄道と京浜電気鉄道が合併、京浜電気鉄道の駅となる。
- 1942年（昭和17年）5月1日 - 京浜電気鉄道が東京横浜電鉄へ合併。東京急行電鉄（大東急）の駅となる。
- 1948年（昭和23年）6月1日 - 京浜急行電鉄が発足、京浜急行電鉄の駅となる。
- 2008年（平成20年）12月18日 - 接近メロディを導入。「横須賀ストーリー」が採用される。
- 2019年（令和元年）7月8日 - 京急グループ120周年記念事業の一環としてアニメ放送20周年を迎えるワンピースと京浜急行電鉄とのコラボが実施され、同年9月16日までの期間限定で当駅名看板に副駅名称として「横スタンピード中央駅」が導入される[2]。

## 駅構造

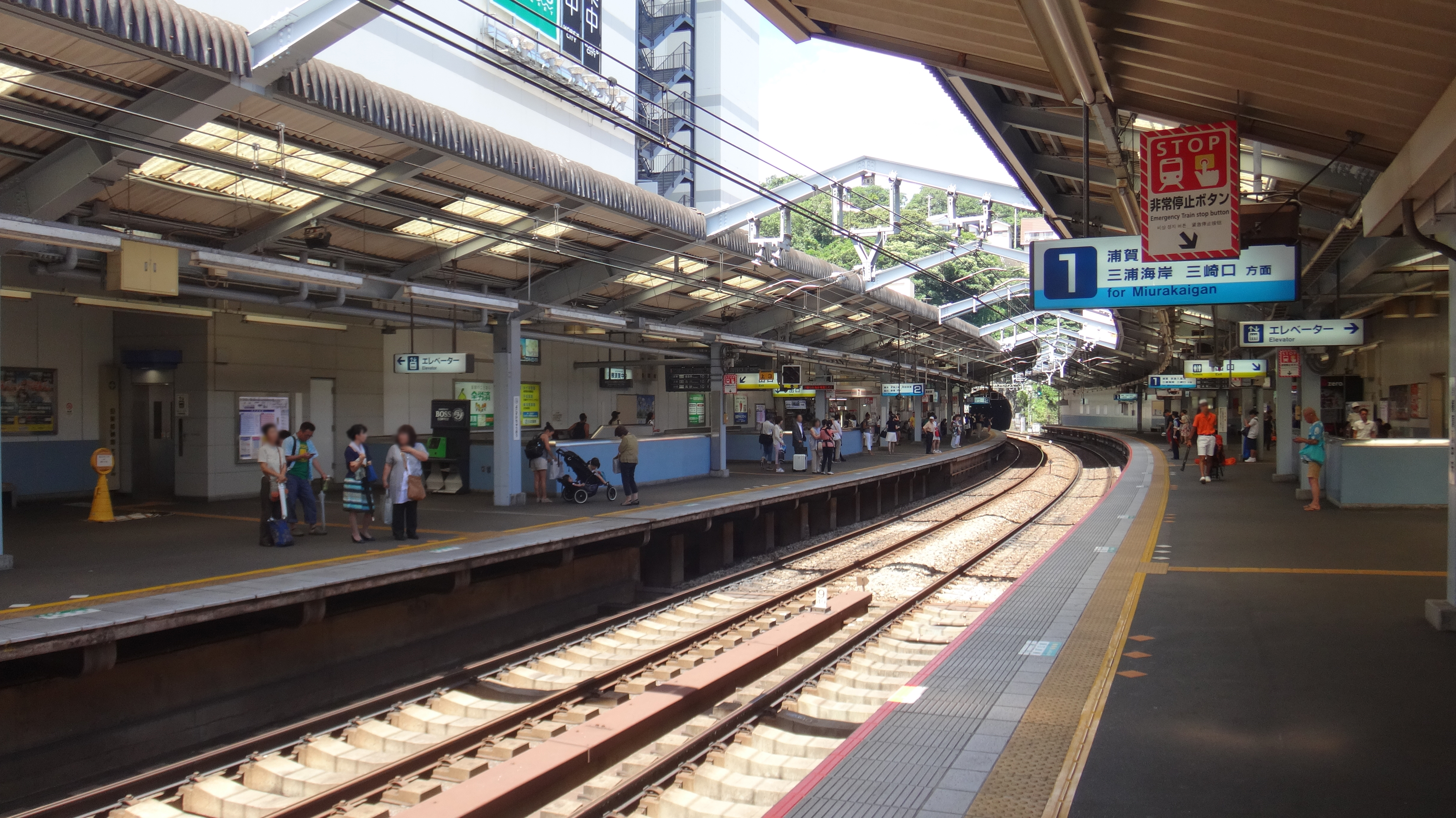
ホーム

築堤上にあり、相対式ホーム2面2線を有する。改札口はペデストリアンデッキ（通称はYデッキ）に面した東口と横須賀モアーズシティに隣接し地上部にある西口との二か所があり、駅の東寄りに位置している。各ホームとコンコースの間を連絡するエレベーター、エスカレーターが設置されている。ホームは大きく湾曲している。
発車標は2000年頃は京急川崎、横浜、金沢文庫、京急久里浜駅でかつて使用していた2代目の反転フラップ式案内表示器が設置されていた。2019年ごろに液晶式の発車標に変更された。1番線は停車駅案内が設置されていないが、2番線は設置されている。

### のりば
| 番線 | 路線 | 方向 | 行先                    |
| ---- | ---- | ---- | ----------------------- |
| 1    | 本線 | 下り | 浦賀方面 / 三浦海岸方面 |
| 2    | 本線 | 上り | 横浜・品川方面          |

- 平日ダイヤの朝に当駅始発の「モーニング・ウィング」号が1本設定されている。なおこの列車は、車両管理区より当駅まで回送してから運転する。

### 接近メロディ
2008年12月18日から、横須賀を舞台にした山口百恵の楽曲「横須賀ストーリー」をアレンジしたものを接近メロディとして使用している。メロディはスイッチの制作で、編曲は塩塚博が手掛けた。なお、接近メロディ導入に合わせて、通過列車接近時の警告音の音程が変更されている。

### 駅構内の店舗
- セブン-イレブン（東口改札前）
- そば処「えきめんや」（改札外）

## 利用状況
2024年度の1日平均乗降人員は58,695人である。京急線全72駅中6位で、横須賀市内の駅では最多の乗降人員である。
近年の1日平均乗降人員と乗車人員の推移は下記の通り。
| 年度               | 1日平均 乗降人員 | 1日平均 乗車人員 | 出典     |
| ------------------ | ---------------- | ---------------- | -------- |
| 1995年（平成07年） |                  | 35,578           | [ * 1 ]  |
| 1998年（平成10年） |                  | 34,390           | [ * 2 ]  |
| 1999年（平成11年） |                  | 34,955           | [ * 3 ]  |
| 2000年（平成12年） |                  | 35,739           | [ * 3 ]  |
| 2001年（平成13年） |                  | 35,778           | [ * 4 ]  |
| 2002年（平成14年） | 70,133           | 35,389           | [ * 5 ]  |
| 2003年（平成15年） | 71,347           | 35,786           | [ * 6 ]  |
| 2004年（平成16年） | 70,202           | 35,187           | [ * 7 ]  |
| 2005年（平成17年） | 70,776           | 35,486           | [ * 8 ]  |
| 2006年（平成18年） | 70,710           | 35,390           | [ * 9 ]  |
| 2007年（平成19年） | 70,657           | 35,154           | [ * 10 ] |
| 2008年（平成20年） | 70,445           | 34,974           | [ * 11 ] |
| 2009年（平成21年） | 69,729           | 34,628           | [ * 12 ] |
| 2010年（平成22年） | 68,232           | 33,855           | [ * 13 ] |
| 2011年（平成23年） | 67,053           | 33,233           | [ * 14 ] |
| 2012年（平成24年） | 67,175           | 33,363           | [ * 15 ] |
| 2013年（平成25年） | 66,082           | 32,827           | [ * 16 ] |
| 2014年（平成26年） | 66,063           | 32,807           | [ * 17 ] |
| 2015年（平成27年） | 67,278           | 33,361           | [ * 18 ] |
| 2016年（平成28年） | 67,676           | 33,626           | [ * 19 ] |
| 2017年（平成29年） | 67,293           | 33,661           | [ * 20 ] |
| 2018年（平成30年） | 67,300           | 33,648           | [ * 21 ] |
| 2019年（令和元年） | 68,092           | 33,787           | [ * 22 ] |
| 2020年（令和02年） | 50,022           |                  |          |
| 2021年（令和03年） | 54,149           |                  |          |
| 2022年（令和04年） | 58,202           |                  |          |
| 2023年（令和05年） | 59,039           |                  |          |
| 2024年（令和06年） | 58,695           |                  |          |

## 駅周辺
駅周辺は横須賀市はもとより三浦半島地域の商業、神奈川県の合同庁舎があるなど行政などの中心地であり、横須賀市の中心駅・代表駅として機能している。駅周辺（特に下町地域）を表す地域名として「中央」あるいは「横須賀中央」という呼称が用いられる。
駅の北東側は埋立地を中心とした平地で商業地が広がるが、南西側は高台であり三崎街道沿いと周辺に看板建築が残る上町銀座、中里、池の端などの古い商店街がある他は住宅地や公園が造成されている。
横須賀中央は旧大日本帝国海軍横須賀鎮守府の門前町として誕生し発展。戦後は京浜地区の急速な発展に伴い横須賀市でも町並みが大きく変貌したが、自衛隊や在日米軍が駐屯し基地や関連施設が市内各地に所在するために、現在も軍都としての一面がある。
駅周辺には各種小売店や飲食店が軒を連ねる。中でも三崎街道の横須賀中央駅前から国道16号と合流する交差点までは「中央大通り」と呼ばれるメインストリートであり、さいか屋も近い（かつては中央大通りに直接、面していた）。また横須賀中央駅と汐入駅の間にあるどぶ板通りは、アメリカ軍基地の通用門周辺ということもあって、アメリカ文化に影響を受けた独特の繁華街である。駅の西側の米が浜地域には昭和の面影を残す飲食店が連なる歓楽街となっている。
横須賀中央駅近辺も多くの地方都市同様に、活力の低下に悩まされている。2019年春に近隣のショッパーズプラザ横須賀がリニューアルのために閉店したため、一時的に賑いを取り戻した。ただし同施設は翌2020年にコースカベイサイドストアーズとしてリニューアルオープンしている。

国道16号が通る小川町や日の出町付近は、行政施設や銀行、各企業の事務所が集まる。またマンションなど集合住宅や小中学校も所在する。北側の稲岡町は学校施設が集まる文教地区である。
駅名に「横須賀」が付く駅は、他にJR横須賀線横須賀駅があるが、当駅から徒歩で約20分程度とかなり離れている。汐入駅または逸見駅からであれば、徒歩で約7、8分程度である。ただし当駅も汐入駅・逸見駅もJR横須賀線の乗換駅に指定されていない。

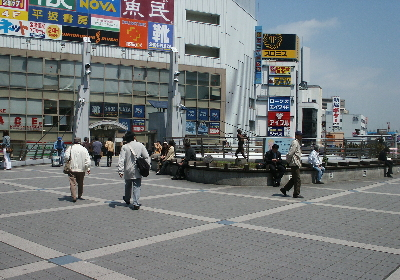
東口ペデストリアンデッキ（2005年4月）
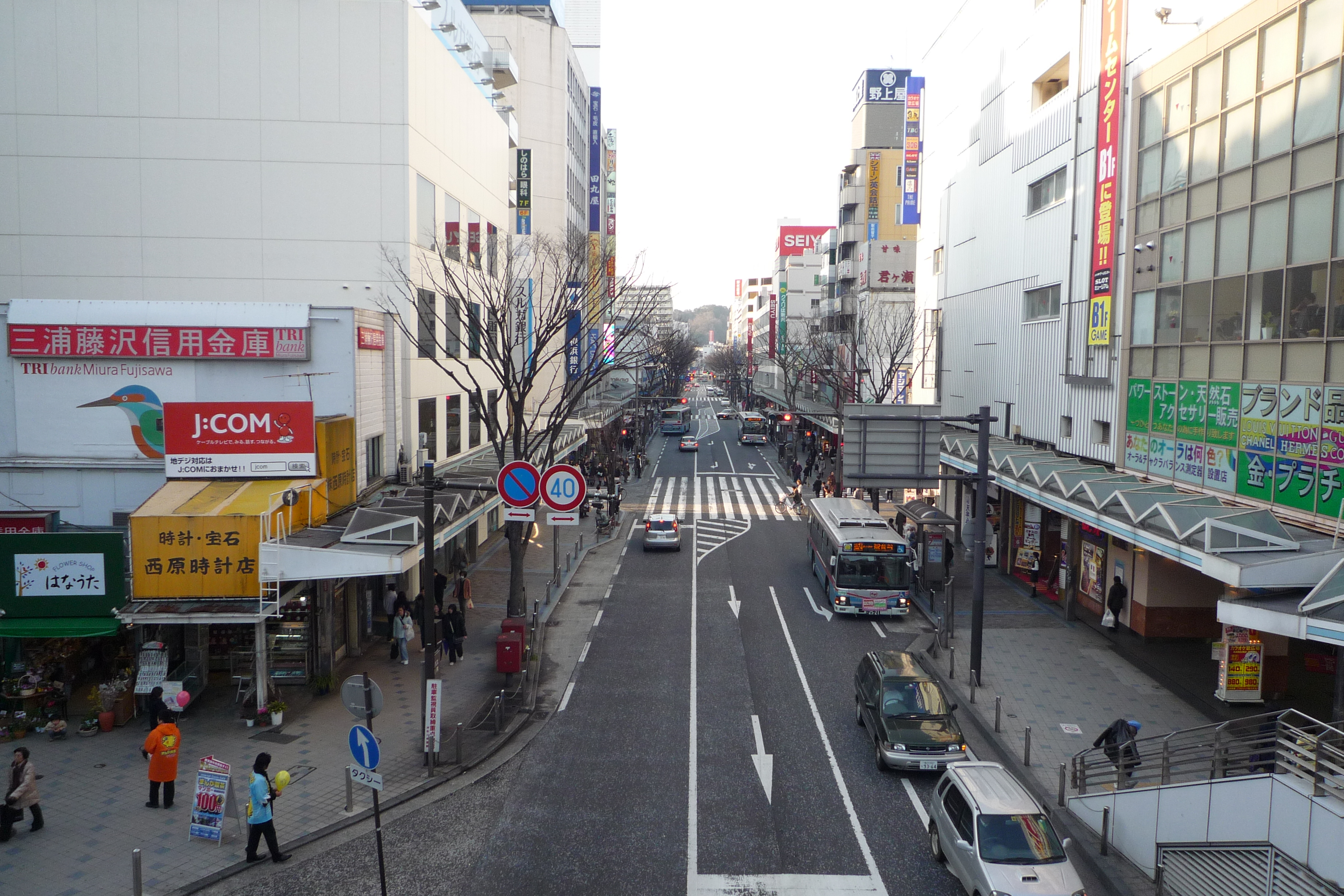
Yデッキから昼の大滝町方面を眺める（2010年2月24日）
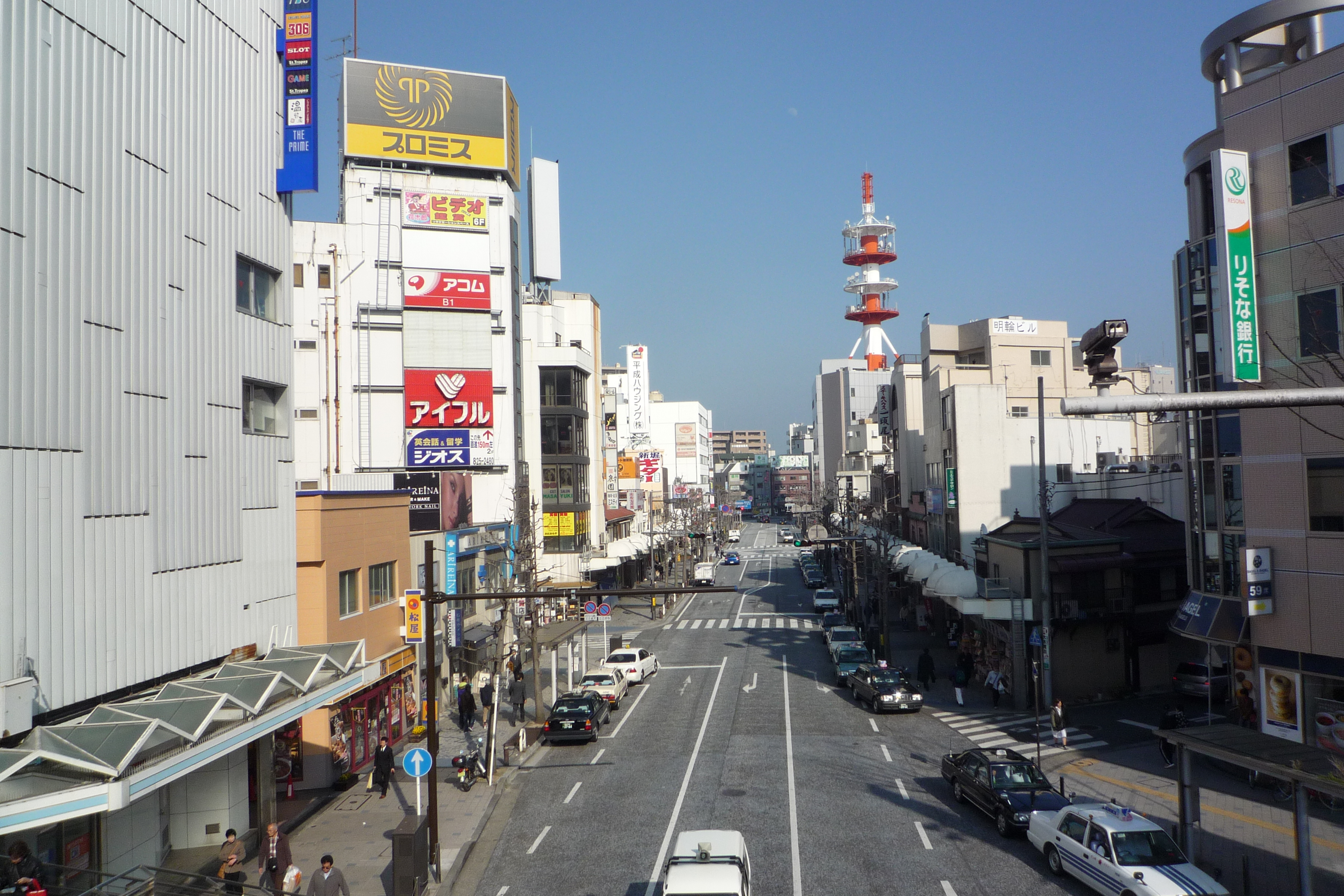
Yデッキから米が浜通方面を眺める（2010年4月17日）

### 行政
- 横浜地方法務局横須賀支局
- 横須賀市役所
- 神奈川県横須賀合同庁舎
- 神奈川県横須賀警察署
- 横須賀市消防局

### 学校・病院
- 神奈川歯科大学
- 神奈川歯科大学短期大学部
- 神奈川衛生学園専門学校
- 横須賀法律行政専門学校
- 横須賀学院小学校・中学校・高等学校
- 横須賀市立常葉中学校
- 横須賀市立諏訪小学校
- 神奈川歯科大学附属病院
- 横須賀共済病院
- 聖ヨゼフ病院
- 横須賀市立うわまち病院
- 湘南芽吹高等学院

### 観光・商業・文化施設
- 三笠公園 - 隣接する三笠桟橋から猿島行きの連絡船が出ている。
- 中央公園
- 市役所前公園
- ドブ板通り
- 三笠ビル商店街
- 米が浜通
- 本町通り
- 千日通り
- 大滝通り
- 若松通り
- 米が浜歓楽街
- 横須賀モアーズシティ
- さいか屋横須賀店
  - ヨークフーズ さいか屋横須賀店（2024年3月20日オープン[11]）
- スズキヤ横須賀店
- 横須賀プライム（元緑屋 → 元WALK、再開発事業に伴い2024年2月29日に閉館[12]）
- リドレ横須賀
- ピカソ横須賀中央店
- よこすかポートマーケット
- ホテルハーバー横須賀
- ホテルニューポートヨコスカ
- セントラルホテル
- ホテル横須賀
- 横須賀市自然・人文博物館
- 横須賀市文化会館
- 横須賀市立中央図書館
- 横須賀市児童図書館

### 郵便局・金融機関
- 横須賀郵便局
  - ゆうちょ銀行横須賀店
- 横須賀米が浜通郵便局
- 横須賀上町北郵便局
- 横須賀安浦郵便局
- みずほ銀行 横須賀支店
- 三菱UFJ銀行横須賀支店
- りそな銀行 横須賀支店
- 横浜銀行 横須賀支店
- スルガ銀行横須賀支店
- 三井住友信託銀行横須賀支店
- 神奈川銀行横須賀支店
- かながわ信用金庫 本店営業部
- 湘南信用金庫本店営業部
- 横浜幸銀信用組合横須賀支店
- 中央労働金庫横須賀支店

### 交通施設
- 横須賀港
- 国道16号
- 神奈川県道26号横須賀三崎線（三崎街道）

### その他
- 横須賀海軍施設（アメリカ海軍）
- 横須賀エフエム放送（FMブルー湘南）
- 日本基督教団横須賀上町教会 - 国登録有形文化財に登録。
- 諏訪神社

## バス路線
京浜急行バスにより、市内各地や三浦市方面への路線バスが発着する。運転本数や乗降客数も多いが、付近にバスターミナルを作る用地がないため、駅前を通る三崎街道沿いにバス停が点々と並んでいる。発着路線についての詳細は京浜急行バス衣笠営業所・京浜急行バス久里浜営業所・京浜急行バス追浜営業所・京浜急行バス三崎営業所・南海バス堺営業所・和歌山バス和歌山営業所を参照。
タクシー乗り場は主にYデッキの周りに所在して行き先によって乗車口が分けられている。
駅前の再開発事業の影響により、2024年5月7日より7番のりばは使用停止となっている。7番のりばに発着していた路線は、4番のりばに変更されている。
| 乗り場 | 系統         | 経由                                   | 行先             | 備考           |
| ------ | ------------ | -------------------------------------- | ---------------- | -------------- |
| 1      | 須6,須7,須8  |                                        | 横須賀駅         |                |
| 2－1   | 須1等        |                                        | 横須賀駅         |                |
| 2－2   | 須22等       |                                        | 横須賀駅         |                |
| 2－2   | 中央1        |                                        | 【直行】横須賀駅 |                |
| 3      | 八31         | 田浦駅・京急田浦駅・追浜駅             | 内川橋           |                |
| 3      | 追34         | 田浦駅・京急田浦駅                     | 追浜駅           |                |
| 3      | 衣19         | 汐入駅・池上十字路                     | 衣笠駅           |                |
| 4      | 夜行高速バス | 京都駅・京田辺・大阪駅・湊町BT（OCAT） | 南海なんば高速BT |                |
| 4      | 須6          | 衣笠十字路・武山・林・長井・三崎口駅   | 三崎東岡         | 平日のみ       |
| 4      | 須7          | 衣笠十字路・武山・林・長井・三崎口駅   | 三崎港           | 平日のみ       |
| 4      | 須8          | 衣笠十字路・武山・林・長井             | 三崎口駅         | 平日のみ       |
| 4      | 須13         | 平成町二丁目・安浦二丁目・横須賀駅     | 平成町循環       |                |
| 4      | 須22         | 米が浜・堀内・馬堀海岸駅               | 防衛大学校       |                |
| 4      | 須24         | 米が浜・堀内・馬堀海岸駅               | 観音崎           |                |
| 4      | 須26         | 米が浜・堀内・浦賀駅                   | かもめ団地       | 平日のみ       |
| 4      | 須27         | 米が浜                                 | 堀内             |                |
| 4      | 須28         | 米が浜・堀内・馬堀海岸駅・観音崎       | 観音崎自然博物館 | 日曜・祝日のみ |
| 4      | 八31,衣19    | 米が浜                                 | 安浦二丁目       |                |
| 5      | 須3          | 衣笠十字路・武山・林                   | 横須賀市民病院   |                |
| 5      | 須4          | 衣笠十字路・武山・林                   | 佐島マリーナ入口 |                |
| 5      | 須5          | 衣笠十字路・武山                       | 長井             |                |
| 5      | 須11         | 衣笠十字路・武山                       | YRPセンター      | 平日朝夕のみ   |
| 5      | 須18         | 聖徳寺坂上・総合体育会館               | 衣笠駅           |                |
| 5      | 須53         | 衣笠十字路・山科台・林・武山・長井     | 横須賀市民病院   |                |
| 5      | 須55         | 衣笠十字路・山科台・武山               | 長井             |                |
| 6      | 須1          | 聖徳寺坂上・衣笠十字路                 | 衣笠駅           |                |
| 7      | 使用停止中   | 使用停止中                             | 使用停止中       | 使用停止中     |

## 隣の駅
京浜急行電鉄
 本線
- □「モーニング・ウィング号」（乗車専用、1号は当駅始発）、□「イブニング・ウィング号」（座席指定券不要）停車駅

■快特
金沢八景駅 (KK50) - 横須賀中央駅 (KK59) - 堀ノ内駅 (KK61)
■特急
汐入駅 (KK58) - 横須賀中央駅 (KK59) - 堀ノ内駅 (KK61)
■普通
汐入駅 (KK58) - 横須賀中央駅 (KK59) - 県立大学駅 (KK60)